# 危姓
危姓在《百家姓》中排名第140位。主要分布在中国江西省、福建省、广东省、湖南省等地。

## 來源
- 來自三苗族。
- 來自姬姓，出自周武王庶子，屬於帝王賜姓。
- 來自姒姓，出自西漢大司馬甄丰之子甄尋，避難改姓。

## 分布
截至2017年3月，在臺灣有475人姓危。

## 延伸阅读
《百家姓》
 《欽定古今圖書集成·明倫彙編·氏族典·危姓部》，出自陈梦雷《古今圖書集成》| 小作品圖示 | 这是一篇与姓氏相关的小作品。您可以编辑或修订扩充其内容。 |